# Ектор Куельяр
Ектор Куельяр (ісп. Héctor Cuéllar, нар. 16 серпня 2000, Санта-Крус-де-ла-Сьєрра) — болівійський футболіст, захисник клубу «Олвейс Реді» та національної збірної Болівії.

## Клубна кар'єра
Народився 16 серпня 2000 року в місті Санта-Крус-де-ла-Сьєрра. Вихованець юнацьких команд «Купер Санта Крус», «Енріке Гапп» та «Сан-Антоніо Було».
У дорослому футболі дебютував 2022 року виступами за команду «Універсітаріо де Вінто», в якій провів півтора сезони, взявши участь у 41 матчі чемпіонату.  Більшість часу, проведеного у складі «Універсітаріо де Вінто», був основним гравцем захисту команди.
До складу клубу «Олвейс Реді» приєднався у червні 2023 року.

## Виступи за збірну
2023 року дебютував в офіційних матчах у складі національної збірної Болівії.
У складі збірної був учасником розіграшу Кубка Америки 2024 року у США, де виходив на поле в усіх трьох іграх групового етапу, який болівійці подолати не зуміли.
| Дата       | Місто            | Господарі | Результат | Гості     | Турнір                       | Голи | Примітки |
| ---------- | ---------------- | --------- | --------- | --------- | ---------------------------- | ---- | -------- |
| 27-8-2023  | Кочабамба        | Болівія   | 1 – 2     | Панама    | товариський матч             | -    | 63'      |
| 8-9-2023   | Белен (Бразилія) | Бразилія  | 5 – 1     | Болівія   | Відбір до ЧС 2026            | -    | 58'      |
| 12-9-2023  | Ла-Пас           | Болівія   | 0 – 3     | Аргентина | Відбір до ЧС 2026            | -    | 46'      |
| 12-10-2023 | Ла-Пас           | Болівія   | 1 – 2     | Еквадор   | Відбір до ЧС 2026            | -    | 90'      |
| 17-10-2023 | Асунсьйон        | Парагвай  | 1 – 0     | Болівія   | Відбір до ЧС 2026            | -    | 46'      |
| 21-11-2023 | Монтевідео       | Уругвай   | 3 – 0     | Болівія   | Відбір до ЧС 2026            | -    | 90+3'    |
| 12-6-2024  | Честер           | Еквадор   | 3 – 1     | Болівія   | товариський матч             | -    | 72'      |
| 14-6-2024  | Іст-Гартфорд     | Колумбія  | 1 – 0     | Болівія   | товариський матч             | -    | 70'      |
| 23-6-2024  | Арлінгтон        | США       | 2 – 0     | Болівія   | Копа Америка 2024 - 1-й етап | -    | 46'      |
| 27-6-2024  | Іст-Ратерфорд    | Уругвай   | 5 – 0     | Болівія   | Копа Америка 2024 - 1-й етап | -    |          |
| 1-7-2024   | Орландо          | Болівія   | 1 – 3     | Панама    | Копа Америка 2024 - 1-й етап | -    |          |
| 5-9-2024   | Альту-Пата       | Болівія   | 4 – 0     | Венесуела | Відбір до ЧС 2026            | -    | 9'       |
| 10-10-2024 | Альту-Пата       | Болівія   | 1 – 0     | Колумбія  | Відбір до ЧС 2026            | -    | 20'      |
| Усього     |                  | Матчів    | 13        |           | Голів                        | 0    |          |